# Mikhail Tal
Mikhail Tal (tiếng Latvia: Mikhails Tāls; tiếng Nga: Михаил Нехемьевич Таль, Michail Nechem'evič Tal, đôi khi còn được biết đến với tên Mihails Tals hay Mihail Tal; 9 tháng 11 năm 1936 - 28 tháng 6 năm 1992) là một Đại kiện tướng Cờ vua người Liên Xô - Latvia và nhà vô địch cờ vua thế giới thứ tám.
Thường được biết đến như một thiên tài cờ vua và một kỳ thủ có lối chơi tấn công xuất sắc nhất mọi thời đại, ông có phong cách chơi đầy táo bạo.. Lối chơi của ông được nhắc đến qua sự sáng tạo, sự ngẫu hứng và không thể đoán trước được bằng những đòn phối hợp tài tình. Theo ông, mọi trận đấu cờ vua đều không thể bắt chước được và vô giá như một bài thơ. Ông thường được gọi là "Misha" hay "Phù thủy đến từ Riga" (The Magician from Riga). Cả hai cuốn sách The Mammoth Book of the World's Greatest Chess Games (Burgess, Nunn & Emms 2004) và Modern Ches Brilliancies (Evans 1970) đều viết về các trận đấu của Tal nhiều hơn bất cứ kỳ thủ nào khác. Tal cũng là một tác giả chuyên viết về cờ vua. Ông cũng giữ kỷ lục cho số trận bất bại liên tiếp nhiều thứ nhất và thứ hai trong lịch sử cờ vua.
Ngày 28 tháng 5 năm 1992, khi cơ thể đang bị bệnh thận hành hạ, Tal đã rời bệnh viện để tham gia giải Cờ chớp Moscow. Tại đây ông đã đánh bại Garry Kasparov. Ông mất một tháng sau đó. Giải Cờ vua Tưởng niệm Tal được tổ chức hằng năm ở Moscow mỗi năm từ năm 2006 để tưởng nhớ tới ông.

## Thời niên thiếu
Tal được sinh ra ở Riga, Latvia, trong một gia đình Người Do Thái. Ngay từ khi sinh ra, Tal đã tỏ ra là một đứa bé tài năng nhưng không may lại mắc bệnh. Tal biết đọc từ năm 3 tuổi, học đại học khi mới 15 tuổi. Khi 8 tuổi, Tal học chơi cờ vua khi theo dõi cha mình chơi - một bác sĩ và nhà nghiên cứu y học. Không lâu sau đó, cậu tham gia Câu lạc bộ Cờ vua Đội Thiếu niên Tiền phong. Lối chơi của cậu ban đầu không có gì đặc biệt nhưng cậu đã luyện tập chăm chỉ để cải thiện. Alexander Koblents bắt đầu huấn luyện cờ vua cho Tal từ năm 1949. Đây là khoảng thời gian Tal thăng tiến rất nhanh. Vào năm 1951, cậu lọt vào vòng đấu chính thức của Giải Vô địch Cờ vua Latvia. Năm 1952, Tal vượt qua chính thầy của cậu ở Giải Vô địch Cờ vua Latvia. 1 năm sau đó (1953), Tal vô địch tại đây và được phong danh hiệu Candidate Master. Anh trở thành Kiện tướng Liên Xô năm 1954 sau khi đánh bại Vladimir Saigin. Trong cùng năm đó, anh có chiến thắng đầu tiên trước một Đại kiện tướng khi đánh bại Yuri Averbakh trong một thế trận hòa (Yuri Averbakh hết thời gian). Tal tốt nghiệp ngành Văn học ở trường Đại học Riga, viết luận văn về những tác phẩm trào phúng của Ilf và Petrov và dạy học ở Riga khi 20 tuổi. Anh là thành viên của Tổ chức Thể thao Daugava và đại diện cho Latvia trong các sự kiện thể thao ở Liên Xô.
Anh kết hôn với diễn viên 19 tuổi Salli Landau năm 1959, ly dị năm 1970. Vào năm 2003, Landau đã xuất bản tiểu sử về chồng cũ của bà bằng tiếng Nga.

## Tính cách
Vợ thứ nhất của ông, Salli Landau miêu tả tính cách của Tal: 
Misha không để ý gì đến cuộc sống. Khi anh ấy tham dự một giải đấu, anh ấy có lẽ không thể tự xếp hành lý... Anh ấy còn không biết bật ga để nấu ăn. Nếu tôi bị đau đầu và ở nhà không có ai ngoại trừ anh ấy, anh ấy có thể sẽ rơi vào trạng thái hoảng loạn: "Làm sao để anh có thể đun nước?". Và khi tôi lái xe, anh ấy nhìn tôi như thể tôi đến từ một hành tinh khác. Tất nhiên, nếu anh ấy cố gắng, anh ấy hoàn toàn có thể học được hết những thứ đó. Nhưng những thứ đó đều nhàm chán với anh ấy. Anh ấy không cần phải làm vậy. Rất nhiều người nói rằng giá như Tal biết tự chăm sóc sức khỏe cho mình, giá như anh ấy không có một cuộc sống tự do, phóng túng... Nhưng với những người như Tal, những ý kiến "giá như" thật là lố bịch. Nếu vậy thì anh ấy đã không phải là Tal."

Tal là một con người sống hết sức sôi nổi, cởi mở, giản dị, hài hước và can đảm. Có một lần sang đấu cờ ở Tây Ban Nha, ông cùng các kỳ thủ xem một trận đấu bò tót. Tại đây ai muốn trổ tài đều có thể khoác áo võ sĩ vào thử. Ít người dám, nhưng Tal đã nhảy ra sân, cầm mảnh vải đỏ và đấu với một con bò tót hung dữ khiến ai cũng kinh sợ, nhưng Tal tỏ ra rất nhanh nhẹn, dũng cảm đấu cho tới hết hiệp. Hôm sau báo chí đăng ảnh ông với tít đề: "Đây là Mikhail Tal, võ sĩ đấu bò tót".

## Vô địch Liên Xô
Tal lọt vào trận chung kết Giải Vô địch Cờ vua Liên Xô năm 1956 và trở thành nhà vô địch trẻ nhất vào năm tiếp theo, khi mới 20 tuổi. Anh không chơi đủ số giải đấu quốc tế cần thiết để có thể đạt danh hiệu Đại kiện tướng nhưng FIDE đã quyết định phá bỏ những giới hạn đó tại Đại hội năm 1957 và đặc cách phong Đại kiện tướng cho Tal vì thành tích vô địch Liên Xô. Tại thời điểm này, cờ vua Liên Xô đang thống trị nền cờ vua thế giới và Tal đã đánh bại một số kỳ thủ hàng đầu thế giới để lên ngôi vô địch.
Tal tham gia đội tuyển cờ vua sinh viên Liên Xô 3 lần, từ 1956 đến 1958, giành 3 huy chương vàng đồng đội và 3 huy chương vàng cá nhân. Anh thắng 19 trận, hòa 8 và không thua trận nào với tỉ lệ thắng là 85.2%.
Anh bảo vệ thành công chức vô địch Liên Xô năm 1958 và tham dự giải Vô địch Cờ vua Thế giới lần đầu tiên. Anh vô địch giải Interzonal 1958 tại Portorož và cùng đội tuyển cờ vua Liên Xô vô địch Olympiad Cờ vua lần thứ 4 liên tiếp tại Munich.

## Vô địch Thế giới
Tal vô địch một giải đấu rất mạnh tại Zürich năm 1959. Sau giải Interzonal, các kỳ thủ hàng đầu tiếp tục với giải Candidates ở Nam Tư năm 1959. Tal thể hiện phong độ vượt trội của mình khi dành tới 20/38 điểm, vượt qua Paul Keres với 18½ điểm, theo sau bởi Tigran Petrosian, Vasily Smyslov, Bobby Fischer, Svetozar Gligorić, Friðrik Ólafsson và Pal Benko. Chiến thắng của Tal phần lớn là trước các kỳ thủ ở nửa dưới. Chỉ giành được 1 chiến thắng và thua 3 trận trước Keres nhưng Tal đã thắng 4 trận trước Fischer
her và giành được 3½/4 từ các đối thủ Gligorić, Olafsson và
Benko
Năm 1960, khi 23 tuổi, Tal đánh bại Mikhail Botvinnik - một kỳ thủ thiên về lối chơi chiến lược trong trận đấu tranh ngôi Vô địch thế giới được tổ chức tại Moscow với điểm số là 12½–8½ (6 thắng, 2 thua, 13 hòa) khiến anh trở thành nhà vô địch thế giới trẻ nhất trong lịch sử cờ vua thế giới tính đến thời điểm đó (kỉ lục này bị phá bởi Garry Kasparov - vô địch thế giới khi 22 tuổi). Botvinnik, chưa từng đấu với Tal lần nào trước đó, đã giành chiến thắng trước Tal trong trận tái đấu năm 1961, cùng được tổ chức tại Moscow với tỉ số 13-8 (10 thắng, 5 thua, 6 hòa). Trong khoảng thời gian này, Botvinnik đã phân tích kỹ lưỡng lối chơi của Tal và đưa phần lớn các trận tái đấu trở nên chậm rãi hoặc đưa về tàn cuộc, ngược với sở trường của Tal là những trận đấu phức tạp mang tính chiến thuật cao. Triều đại ngắn ngủi của Tal khiến anh trở thành một trong hai người được gọi là "winter kings" (cụm từ dùng để chỉ những vị vua có thời gian trị vì ngắn) khi làm ngắt quãng triều đại của Botvinnik (từ năm 1948 đến năm 1963) (Người còn lại là Vasily Smyslov, vô địch thế giới 1957-58)
Hệ số ELO cao nhất của Tal là 2705, đạt được năm 1980. Hệ số cao nhất do Chessmetrics đánh giá là 2799 vào tháng 9 năm 1960.

## Các thành tích khác
Sau khi thất bại trong trận tái đấu với Botvinnik, Tal vô địch giải Bled với 1 điểm nhiều hơn Fischer mặc dù thua trận đấu riêng, giành 14½ sau 19 trận (+11 -1 =7), vượt qua Tigran Petrosian, Keres, Gligorić, Efim Geller và Miguel Najdorf.
Tal tham gia tổng cộng 6 giải Candidates sau 1961 nhưng không thể giành được quyền thách đấu nhà vô địch thế giới. Năm 1962 ở Curaçao, Tal có vấn đề nghiêm trọng về sức khỏe, phải trải qua một ca phẫu thuật ngay trước giải đấu và bỏ 3 vòng đấu, chỉ dành 7 điểm (+3 -10 =8) sau 21 trận đấu. Anh dành vị trí thứ nhất ở giải Interzonal tại Amsterdam 1964. Năm 1965, anh thất bại trong trận chung kết trước Boris Spassky sau khi đánh bại Lajos Portisch và Bent Larsen. Tal không tham dự giải Interzonal năm 1967 và thất bại trong trận bán kết năm 1968 trước Viktor Korchnoi sau khi đánh bại Gligoric.
Sức khỏe tồi tệ đã làm phong độ Tal sa sút từ cuối 1968 đến cuối 1969 nhưng ông đã hồi phục phong độ sau khi cắt bỏ một bên thận. Ông vô địch giải Riga Interzonal năm 1979 với số điểm 14/17 và bất bại trong suốt giải đấu. Tuy nhiên, năm tiếp theo ông đã thất bại trong trận tứ kết trước Lev Polugaevsky, một trong số ít kỳ thủ có tỉ số đối đầu tốt khi đấu với Tal. Tal cũng tham gia giải Candidate ở Montpellier năm 1985. Giải chuyển sang thể thức đấu vòng tròn với 16 kỳ thủ. Ông đồng hạng 4-5 sau giải và mất cơ hội đi tiếp một cách đáng tiếc sau khi hòa trận playoff với Jan Timman, người có chỉ số tiebreak cao hơn ông.
Từ tháng 7 năm 1972 tới tháng 4 năm 1973, Tal lập kỷ lục với 86 trận bất bại liên tiếp (47 thắng, 39 hòa). Từ 23 tháng 10 năm 1973 tới 16 tháng 10 năm 1974, Tal có tới 95 trận bất bại liên tiếp (46 thắng, 49 hòa), phá vỡ kỷ lục trước đó. Đây là 2 chuỗi trận bất bại dài nhất trong lịch sử cờ vua thế giới.
Tal tiếp tục trở thành một đối thủ khủng khiếp dù ông già đi. Ông đấu 20 lần với đương kim vô địch Cờ vua Thế giới lúc bấy giờ là Anatoly Karpov với 19 hòa và 1 thua (tại Bugojno 1980)
Một trong nhưng thánh tích lớn nhất của Tal trong sự nghiệp sau này là đồng hạng nhất với Karpov (người mà Tal làm trợ lý trong một loạt các giải đấu lớn và Giải Vô địch Cờ vua Thế giới) tại 1979 Montreal "Tournament of Stars", với thành tích bất bại (+6 -0 =12), người duy nhất bất bại trong một giải đấu gồm Boris Spassky, Portisch, Vlastimil Hort, Robert Hübner, Ljubomir Ljubojević, Lubomir Kavalek, Jan Timman và Bent Larsen.
Tal tham dự 21 Giải Vô địch Cờ vua Liên Xô. Trừ trận chung kết 1983 khi Tal phải bỏ cuộc sau 5 trận, Tal đã vô địch 6 lần (1 kỉ lục mà chỉ có Tal và Botvinnik đạt được) và các năm 1957, 1958, 1967, 1972, 1974, 1978. Ông cũng là người vô địch 5 lần tại các giải đấu ở Tallinn, Estonia vào các năm 1971, 1973, 1977, 1981 và 1983.
Tal cũng rất thành công với cờ chớp. Năm 1970, ông đúng thứ 2 sau Fischer, người đạt 19/22 trong một giải cờ chớp ở Herceg Novi, Nam Tư, vượt qua Korchnoi, Petrosian và Smylov. Năm 1988, khi 51 tuổi, ông giành vô địch Giải Vô địch Cờ chớp Thế giới lần thứ hai (Kasparov vô địch giải lần đầu ở Brussels) ở Saint John, New Brunswick, vượt qua Kasparov - đương kim vô địch thế giới và Anatoly Karpov - cựu vô địch thế giới. Trong trận chung kết, ông đánh bại Rafael Vaganian với tỉ số 3½–½.
Vào 28 tháng 5 năm 1992, tại giải Cờ chớp ở Moscow (ông đã phải xuất viện để tham gia), ông đánh bại Kasparov. Ông mất một tháng sau đó.

## Các trận đấu đồng đội
Tại Olympiad Cờ vua, Mikhail Tal là thành viên trong đoàn Liên Xô 8 người, từng giành huy chương vàng đồng đội vào các kỳ Olympiad năm 1958, 1960, 1962, 1966, 1972, 1974, 1980 và 1982, thắng 65 trận, hòa 34 và chỉ thua 2 (81.2%). Điều này khiến ông trở thành kỳ thủ đạt được nhiều điểm nhất trong số những người từng tham dự ít nhất 4 kỳ Olympiad. Tal cũng giành 7 huy chương cá nhân ở Olympiad, gồm 5 huy chương vàng (1958, 1962, 1966, 1972, 1974) và 2 huy chương bạc (1960, 1982).
Tal cũng đại diện cho Liên Xô tham dụ 6 Giải Vô địch Cờ vua Đồng đội châu Âu (1957, 1961, 1970, 1973, 1977, 1980), giành 3 huy chương vàng đồng đội và 3 huy chương vàng cá nhân (1957, 1970, 1977). Ông có 14 trận thắng, 20 hòa và 3 thua với tỉ số 64.9%.
Tal chơi ở bàn 9 cho Liên Xô trong trận đấu đầu tiên với đội "The Rest of the World" (Phần còn lại của thế giới) ở Belgrade 1970, giành 2/4 điểm. Ông chơi bàn 7 cho Liên Xô trong trận đấu thứ 2 ở Luân Đôn 1984, giành 2/3 điểm. Đội Liên Xô giành chiến thắng cả hai trận. Tal được vinh danh là "Honoured Master of Sport".
Từ 1950 (Khi Tal vô địch Giải Cờ vua trẻ Latvia) tới 1991, Tal vô địch hoặc đồng hạng nhất 68 giải đấu (xem bảng dưới đây). Trong sự nghiệp 41 năm của mình, Tal chơi khoảng 2700 trận, thắng 65% trong số đó.

## Các giải đấu vô địch hoặc đồng hạng nhất

### 1950–66
| Năm     | Giải đấu | Trận đấu |
| ------- | --- | --- |
| 1950    | Riga - Latvia Junior championship, 1st                                                                             | |
| 1953    | Riga - 10th Latvian championship, 1st (14,5/19)                                                                    | |
| 1955    | Riga - 23rd Soviet Championship Semifinal, 1st (12,5/18)                                                           | |
| 1956    | | Uppsala - World students team championship, board 3 (6/7)                                                              |
| 1957    | Moscow - 24th URS-ch, 1st (14/21)                                                                                  | Reykjavík - Wch-team students, board 1 (8,5/10) Baden/Viên - European Team Championship, board 4, 1st–2nd (3/5)        |
| 1958    | Riga - 25th URS-ch, 1st (12/19) Portorož Interzonal, 1st (13,5/20)                                                 | Varna- Wch-team students, board 1 (8,5/10) Munich 1958 Olympiad, board 5 (13,5/15)                                     |
| 1959    | Riga - Latvian Olympiad, 1st (7/7) Zürich, 1st (11,5/15) Bled–Zagreb–Belgrade - Candidates tournament, 1st (20/28) | |
| 1960    | | Hamburg - Match FR Germany vs USSR, 1st (7,5/8) Moscow - Match for the World title with Mikhail Botvinnik: (+6 −2 =13) |
| 1960/61 | Stockholm, 1st (9,5/11)                                                                                            | |
| 1961    | Bled, 1st (14,5/19)                                                                                                | |
| 1962    | | Varna 1962 Olympiad, board 6 (10/13)                                                                                   |
| 1963    | Miskolc, 1st (12,5/15)                                                                                             | |
| 1963/64 | Hastings Premier Tournament, 1st (7/9)                                                                             | |
| 1964    | Reykjavík, 1st (12,5/13) Amsterdam Interzonal, 1st–4th (17/23) Kislovodsk, 1st (7,5/10)                            | |
| 1965    | Riga, Latvian championship, 1st (10/13)                                                                            | Match with Lajos Portisch: (+4 −1 =3) Match with Bent Larsen: (+3 −2 =5)                                               |
| 1966    | Sarajevo, 1st–2nd (11/15) Palma de Mallorca, 1st (12/15)                                                           | La Habana 1966 Olympiad, board 3 (12/13)                                                                               |

### 1967–79
| Năm     | Giải đấu | Trận đấu                                                                                        |
| ------- | --- | ----------------------------------------------------------------------------------------------- |
| 1967    | Kharkov 35th URS-ch, = 1st (12/15)                                                                                            |                                                                                                 |
| 1968    | Gori, 1st (7,5/10) | Belgrade, Match with Svetozar Gligorić: (+3 −1 =5)                                              |
| 1969/70 | Tbilisi, Goglidze Memorial, 1st–2nd (10,5/15)                                                                                 |                                                                                                 |
| 1970    | Poti - Georgian Open championship (hors concours), 1st (11/14) Sochi - Grandmasters vs Young Masters, 1st (10,5/14)           | Kapfenberg, European Team Championship, board 6 (5/6)                                           |
| 1971    | Tallinn, 1st–2nd (11,5/15) |                                                                                                 |
| 1972    | Sukhumi, 1st (11/15) Baku 40th URS-ch, 1st (15/21)                                                                            | Skopje 1972 Olympiad, board 4 (14/16)                                                           |
| 1973    | Wijk aan Zee, 1st (10,5/15) Tallinn, 1st (12/15) Sochi - Mikhail Chigorin memorial, 1st (11/15) Dubna, 1st–2nd (10/15)        |                                                                                                 |
| 1973/74 | Hastings, 1st–4th (10/15) |                                                                                                 |
| 1974    | Lublin, 1st (12,5/15) Halle, 1st (11,5/15) Novi Sad, 1st (11,5/15) Leningrad 42nd URS-ch, = 1st (9,5/15)                      | Nice 1974 Olympiad, board 5 (11,5/15) Moscow, USSR Club Team Championship, board 1, 1st (6,5/9) |
| 1977    | Tallinn - Keres memorial, 1st (11,5/17) Leningrad 60th October Rev., 1st–2nd (11,5/17) Sochi - Chigorin memorial, 1st (11/15) |                                                                                                 |
| 1978    | Tbilisi 46th URS-ch, 1st (11/17)                                                                                              |                                                                                                 |
| 1979    | Montreal, 1st–2nd (12/18) Riga Interzonal, 1st (14/17)                                                                        |                                                                                                 |

### 1981–91
| Năm  | Giải đấu |
| ---- | --- |
| 1981 | Tallinn - Keres memorial, 1st Málaga, 1st Riga, 1st (11/15) Porz, 1st Lviv, 1st–2nd                                     |
| 1982 | Moscow - Alekhine memorial, 1st (9/13) Erevan, 1st (10/15) Sochi - Chigorin memorial, 1st (10/15) Pforzheim, 1st (9/11) |
| 1983 | Tallinn - Keres memorial, 1st (10/15)                                                                                   |
| 1984 | Albena, 1st–2nd (7/11)                                                                                                  |
| 1985 | Jūrmala, 1st (9/13) |
| 1986 | Tây Berlin open, 1st–2nd (7,5/9) Tbilisi - Goglidze memorial, 1st–2nd (9/13)                                            |
| 1987 | Termas de Río Hondo (Argentina), 1st (8/11) Jūrmala, 1st–4th (7,5/13)                                                   |
| 1988 | Chicago open, 1st–6th (5,5/6) 2nd World blitz Championship at Saint John: 1st                                           |
| 1991 | Buenos Aires - Najdorf memorial, 1st–3rd (8,5/13)                                                                       |

## Tỉ số đối đầu
Chỉ có những trận đấu chính thức được tính. '+' là trận Tal thắng, '-' là trận Tal thua, '=' là trận hòa
| - Mikhail Botvinnik: +12 −12 =20 - David Bronstein: +8 −5 =18 - Viktor Korchnoi: +7 −11 =5 - Bent Larsen: +12 −7 =18 - Bobby Fischer: +4 −2 =5 | - Paul Keres: +4 −8 =20 - Efim Geller: +6 −6 =23 - Lev Polugaevsky: +2 −8 =25 - Boris Spassky: +6 −9 =25 - Anatoly Karpov: +0 −1 =19 | - Vasily Smyslov: +3 −4 =21 - Tigran Petrosian: +6 −9 =27 - Leonid Stein: +0 −3 =15 - Lajos Portisch: +9 −5 =18 |

## Vấn đề sức khỏe
Là người có tâm hồn nghệ thuật, hóm hỉnh nhưng Tal có một cuộc sống tự do, phóng túng, uống nhiều rượu và hút thuốc. Sức khỏe của ông suy sụp như một điều tất yếu. Phần lớn cuộc đời của ông là ở trong bệnh viện. Ông phải phẫu thuật cắt bỏ một bên thân năm 1969. Khi phải đương đầu với những cơn đau thấu xương do bệnh tật hành hà, ông sử dụng morphine và do đó bị nghiện. Vào 28 tháng 6 năm 1992, Tal mất trong một bênh viện ở Moscow khi bị xuất huyết ở thực quản, một số người bạn của ông xác nhận rằng tất cả các cơ quan trên cơ thể của Tal đều ngừng hoạt động. Tal bị tật Ectrodactyly bẩm sinh ở tay phải (bàn tay bị dị tật). Tuy nhiên ông lại là một người chơi piano rất điêu luyện.

## Phong cách thi đấu

Mộ của Tal, ghi ngày mất "1992 27 VI" (27 tháng 6 năm 1992)

Tal rất yêu thích được thi đấu. Tal cho rằng "Cờ vua, đầu tiên, là nghệ thuật". Ông nổi tiếng khi chơi rất nhiều trận đấu cờ chớp với những kỳ thủ đẳng cấp thấp chỉ vì sở thích được thi đấu của mình.
Được biết đến là "Phù thủy đến từ Riga" (The Magician from Riga), Tal là nguyên mẫu của một kỳ thủ có lối chơi tấn công mạnh mẽ. Cách tiếp cận trận đấu của ông khá thực dụng. Ông được coi là một trong những truyền nhân của cựu Vô địch Thế giới Emanuel Lasker. Ông thường thí quân để tạo thế chủ động, tạo ra những mối đe dọa mà đối thủ buộc phải chống trả. Với nhưng đòn thí quân này, Tal tạo ra những thế trận rất phức tạp mà rất nhiều đại kiện tướng không thể hóa giải nổi, mặc dù sau này, với những phân tích sâu, các chuyên gia có chỉ ra nhưng thiếu sót của một số đòn thí quân của Tal.
Qua các giai đoạn của ván cờ, người ta nhận thấy khá rõ phong cách độc đáo của Tal: rất sáng tạo ở phần khai cuộc, rất phức tạp ở trung cuộc dựa trên nhiều nước đi bất ngờ với hiệu quả tâm lý cao. Nhân tố chính của những thắng lợi của Tal là những đợt tấn công vào Vua đối phương bằng những đòn phối hợp vừa đẹp, vừa tài tình với một trình độ nghệ thuật điêu luyện. Phần cờ tàn, Tal chơi cũng khá hay, nhất là cờ tàn phức tạp và đông quân. Thí quân không hề tiếc rẻ để giành thắng lợi là nét đặc sắc trong cách chơi của Tal. Người ta tính ra rằng số quân mà ông thí trên bàn cờ trong 4 năm bằng số quân được thí của một Đại kiện tướng trong suốt cuộc đời chơi cờ.
6 trận đấu đầu tiên trong trận tranh chức Vô địch Thế giới với Botvinnik là điển hình cho phong cách chơi của Tal: Tal thí mã mà thu lại rất ít lợi thế nhưng chiếm ưu thế dần dần khi Botvinnik thất bại trong việc tìm nước đi đáp trả đúng đắn.
Mặc dù phong cách chơi này bị cựu Vô địch Thế giới Vasily Smyslov coi là "mánh lới" (tricks), Tal đã đánh bại một cách thuyết phục mọi Đại kiện tướng nổi bật thời bấy giờ với lối chơi mạnh mẽ. Viktor Korchnoi và Paul Keres là hai trong số rất ít kỳ thủ có tỉ số đối đầu hơn Tal. Cách thi đấu của Tal còn được cải thiện vào những năm sau này khi điềm tĩnh hơn và chú trọng vào lối chơi chiến lược. Với rất nhiều người yêu cờ, đỉnh cao của phong cách Tal là vào khoảng thời gian từ 1971 đến 1979, khi mà Tal kết hợp sự chắc chắn trong mỗi ván cờ với trí tưởng tượng của tuổi trẻ.
Trong các kỳ thủ hàng đầu hiện tại, kỳ thủ Tây Ban Nha gốc Latvia Alexei Shirov chịu ảnh hưởng lớn bởi phong cách Tal. Shirov từng học với Tal khi còn trẻ. Rất nhiều kiện tướng Latvia như Alexander Shabalov và Alvis Vitolins cũng thi đấu với nguồn cảm hứng tương tự, tạo nên trường phái cờ Latvia.
Tal cống hiến ít cho lý thuyết khai cuộc, mặc dù có sự hiểu biết sâu rộng về phần lớn các hệ thống khai cuộc như Phòng thủ Sicilian và Khai cuộc Ruy Lopez. Với cách sử dụng Phòng thủ Benoni một cách mạnh mẽ và hiệu quả, đặc biệt là trong những năm đầu sự nghiệp của mình, Tal đã khiến mọi người phải đánh giá, nhận định lại về khai cuộc này vào thời điểm đó, mặc dù khai cuộc này rất ít được sử dụng trong các trận đấu đỉnh cao hiện nay.

## Các trận đấu đáng chú ý
- Mikhail Tal vs Alexander Tolush, USSR Championship, Moscow 1957, King's Indian Defence, Saemisch Variation (E81), 1–0 Một trận đấu ở vòng cuối của giải đấu, Tal giành chức Vô địch Liên Xô lần đầu;
- Boris Spassky vs Mikhail Tal, USSR Championship, Riga 1958, Nimzo–Indian Defence, Saemisch Variation (E26), 0–1 Spassky muốn thắng để tránh trận playoff cho giải Interzonal nhưng Tal đã đua trận đấu về một thế tàn cuộc phức tạp. Với chiến thắng này, Tal vô địch Liên Xô lần thứ hai liên tiếp.
- Mikhail Tal vs Vasily Smyslov, Yugoslavia Candidates' Tournament 1959, Caro–Kann Defence (B10), 1–0 Một nước thí quân táo bạo để giành Giải Trận đấu Xuất sắc nhất.
- Robert James Fischer vs Mikhail Tal, Belgrade, Candidates' Tournament 1959, Sicilian Defence, Fischer–Sozin Variation (B87), 0–1 Năm 1959, Bobby Fischer còn quá trẻ và thiếu kinh nghiệm khi gặp Tal đang ở đỉnh cao phong độ. Cả hai đều sử dụng những đòn chiến thuật rất đặc sắc.
- Mikhail Botvinnik vs Mikhail Tal, World Championship Match, Moscow 1960, 6th game, King's Indian Defence, Fianchetto Variation, Classical Main line (E69), 0–1 Một ví dụ điển hình cho phong cách Tal trong trận đầu tiên với Botvinnik. Tal thí mã cho một đòn tấn công và Botvinnik không thể tìm được nước phòng thủ đúng đắn. Nước thứ 25 là một sai lầm của Botvinnik, phá hủy thế trận của ông và dâng chiến thắng cho Tal.
- Istvan Bilek vs Mikhail Tal, Moscow 1967, King's Indian Attack, Spassky Variation (A05), 0–1 Một đòn đáp trả mao hiểm, giành giải Trận đấu Xuất sắc nhất.
- Boris Spassky vs Mikhail Tal, Tallinn tt 1973, Nimzo–Indian Defence, Leningrad Variation (E30), 0–1 Cả hai sử dụng rất nhiều đòn chiến thuật. Đen tấn công vùng trung tâm và bắt đầu đuổi bắt vua Trắng.
- Mikhail Tal vs Tigran Petrosian, Moscow 1974, Pirc Defence (B08), 1–0 Tal đánh bại kỳ thủ có lối chơi phòng thủ vĩ đại nhất mọi thời đại - Petrosian.

## Các tác phẩm
Tal là một tác giả viết rất nhiều về cờ vua, là biên tập viên của Tạp chí Cờ vua Latvia "Šahs" (Cờ vua) từ 1960 đến 1970. Ông cũng viết 4 cuốn sách: một cuốn về trận đấu tranh chức Vô địch Thế giới năm 1960 với Botvinnik, cuốn tự truyện The Life and Games of Mikhail Tal, Attack with Mikhail Tal (đồng tác giả với Iakov Damsky) và Tal's Winning Chess Combinations (đồng tác giả với Viktor Khenkin). Các cuốn sách của ông rất nổi tiếng vì tường thuật chi tiết những suy nghĩ của ông trong trận đấu. Đại kiện tướng người Mỹ Andrew Soltis nhận xét rằng cuốn sách viết về trận đấu tranh chức Vô địch Thế giới "đơn giản là cuốn sách tốt nhất viết về một trận đấu Vô địch Thế giới viết bởi một kỳ thủ đã từng tham gia những trận đấu này. Không cần phải ngạc nhiên vì Tal là tác giả xuất sắc nhất để trở thành một Nhà Vô địch Thế giới". Đại kiện tướng người New Zealand Murray Chandler viết trong phần giới thiệu của cuốn The Life and Games of Mikhail Tal (bản sử dụng ký hiệu đại số), tái bản năm 1997 rằng cuốn sách này có lẽ là cuốn sách cờ vua tốt nhất từng được viết.
- Tal, Mikhail, Iakov Damsky and Ken Neat (tr.) (1994). Attack with Mikhail Tal. Everyman Chess. ISBN 1-85744-043-9.{{Chú thích sách}}:  Quản lý CS1: nhiều tên: danh sách tác giả (liên kết)
- Tal, Mikhail (1997). The Life and Games of Mikhail Tal. Everyman Chess. ISBN 1-85744-202-4.
- Tal, Mikhail (2001). Tal–Botvinnik, 1960. Russell Enterprises. ISBN 1-888690-08-9.

## Tìm hiểu thêm
- Chernev, Irving (1995). Twelve Great Chess Players and Their Best Games. New York: Dover. tr. 76–91. ISBN 0-486-28674-6.
- Tal, Mikhail (2nd Revised edition (1997)). The Life and Games of Mikhail Tal. Everyman. ISBN 0-486-28674-6. {{Chú thích sách}}: Kiểm tra giá trị ngày tháng trong: |year= (trợ giúp)Quản lý CS1: năm (liên kết)
- Clarke, Peter H. (1991). Mikhail Tal – Master of Sacrifice. B.T.Batsford Ltd. ISBN 0-7134-6899-8.
- Gallagher, Joe (2001). The Magic of Mikhail Tal. Everyman Chess. ISBN 1-85744-266-0.
- Kasparov, Garry (2003). "My Great Predecessors, part II" (Tài liệu). Everyman Chess. ISBN 1-85744-342-X.
- Winter, Edward G. (ed.) (1981). World chess champions. Pergamon. ISBN 0-08-024094-1. {{Chú thích sách}}: |author= có tên chung (trợ giúp)

## Liên kết
- Các ván đấu của Mikhail Tal lưu trên ChessGames.com
- A biographical article on Tal Lưu trữ ngày 5 tháng 12 năm 2012 tại archive.today
- Review of CD book about Tal
- Kasparov interview about Tal